# Joseph H. Bottum

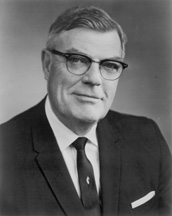
Joseph H. Bottum

Joseph H. Bottum (* 7. August 1903 in Faulkton, Faulk County, South Dakota; † 4. Juli 1984 in Rapid City, South Dakota) war ein US-amerikanischer Politiker (Republikanische Partei), der den Bundesstaat South Dakota im US-Senat vertrat.
Nach dem Besuch der öffentlichen Schulen in seinem Heimatort setzte Joseph Bottum seine Ausbildung am Yankton College und an der University of South Dakota fort, deren Law School in Vermillion er 1927 abschloss. Er wurde in die Anwaltskammer aufgenommen und begann in Saint Paul in Minnesota zu praktizieren. 1932 wurde er Staatsanwalt in Faulkton, von 1937 bis 1943 war er Chef der Steuerbehörde von South Dakota (Director of taxation).
1942 bewarb sich Bottum erfolglos um die Nominierung seiner Partei für das Amt des Gouverneurs von South Dakota. Eine weitere innerparteiliche Niederlage musste er 1950 beim Versuch hinnehmen, Abgeordneter im US-Repräsentantenhaus zu werden. Sein erstes politisches Amt bekleidete er ab 1961 als Vizegouverneur seines Staates, bis er am 9. Juli 1962 zum Nachfolger des verstorbenen Francis H. Case im US-Senat ernannt wurde. Dort verblieb er bis zum 3. Januar 1963. Die Nachwahl um das Mandat verlor er hauchdünn gegen den Demokraten George McGovern. Dieser erhielt 50,1 Prozent der Stimmen, Bottum 49,9 Prozent.
Seine politische Karriere war damit beendet, später wurde er noch Richter im siebten Gerichtsbezirk von South Dakota.